# Дреббер, Мориц фон
Мориц фон Дреббер (нем. Moritz von Drebber; 12 февраля 1892, Ольденбург, Германская империя — 30 мая 1968, Ольденбург, ФРГ) — немецкий военный, генерал-майор Вермахта, командовал 297-й пехотной дивизией Вермахта, кавалер Рыцарского креста Железного креста.

## Биография
Родился 12 февраля 1892 года в Ольденбурге.
Во время Сталинградской Битвы 25 января сдался в плен. Из плена написал письмо генералу-фельдмаршалу Фридриху Паулюсу в котором говорилось, что «он и его солдаты были хорошо приняты Красной армией». Дреббер также призвал Паулюса «отказаться от ненужного сопротивления и сдаться со всей армией»
Мориц фон Дреббер находился в плену до 1949 года, и находясь в плену присоединился к Национальному комитету за свободную Германию. В 1949 году был отпущен из плена, вернулся в родной Ольденбург.  
Скончался 30 мая 1968 года в Ольденбурге. 

## Награды
- Рыцарский крест Железного креста (30 июня 1942)